# Afflicted
Afflicted byla švédská metalová kapela založená roku 1988 ve Stockholmu původně pod názvem Afflicted Convulsion. Jejím předchůdcem byla thrash metalová kapela Defiance. V roce 1990 se po vydání tří demonahrávek přejmenovala na Afflicted. Zpočátku hrála technical death metal, později power metal. Kapela označovala svůj styl jako „Psychodelic Ultraviolent Heavy Grindcore“. V roce 1995 se rozpadla.
První studiové album skupiny se jmenuje Prodigal Sun a vyšlo v roce 1992.

## Diskografie

### Dema
- Toxic Existence (1989) - pod názvem Afflicted Convulsion
- Psychedelic Grindcore (1989) - pod názvem Afflicted Convulsion
- Beyond Redemption (1990) - pod názvem Afflicted Convulsion
- Promo Rehearsal (1990)
- Promo Tape 1990 (1990)
- The Odious Reflection (1990)
- Wanderland (1991)
- Promo 1993 (1993)

### Studiová alba
- Prodigal Sun (1992)
- Dawn of Glory (1995)

### Singly
- Ingrained (1990)
- Rising to the Sun (1992)
- Wanderland (1992)

### Split nahrávky a kompilace
- Death... is just the beginning II (1992) - Afflicted je na této CD kompilaci firmy Nuclear Blast přítomna skladbou „Tidings from the Blue Sphere“[2]
- Relapse Singles Series Vol. 5 (2005) - kompilace firmy Relapse Records, na níž má Afflicted 2 skladby[3]